# 梁平博物馆
梁平博物馆 （英語：Liangping Museum）是位于重庆市梁平区博物馆。

## 历史
2018年6月8日建成开馆，位于重庆市梁平区行政中心1号楼，建筑面积3,300平方米，展厅面积2,800平方米，有四个展厅，馆藏文物1,500余件。

## 营业时间
- 周二至周日：上午九点至下午五点
- 周一闭馆